# Christian Ernst Simonetti

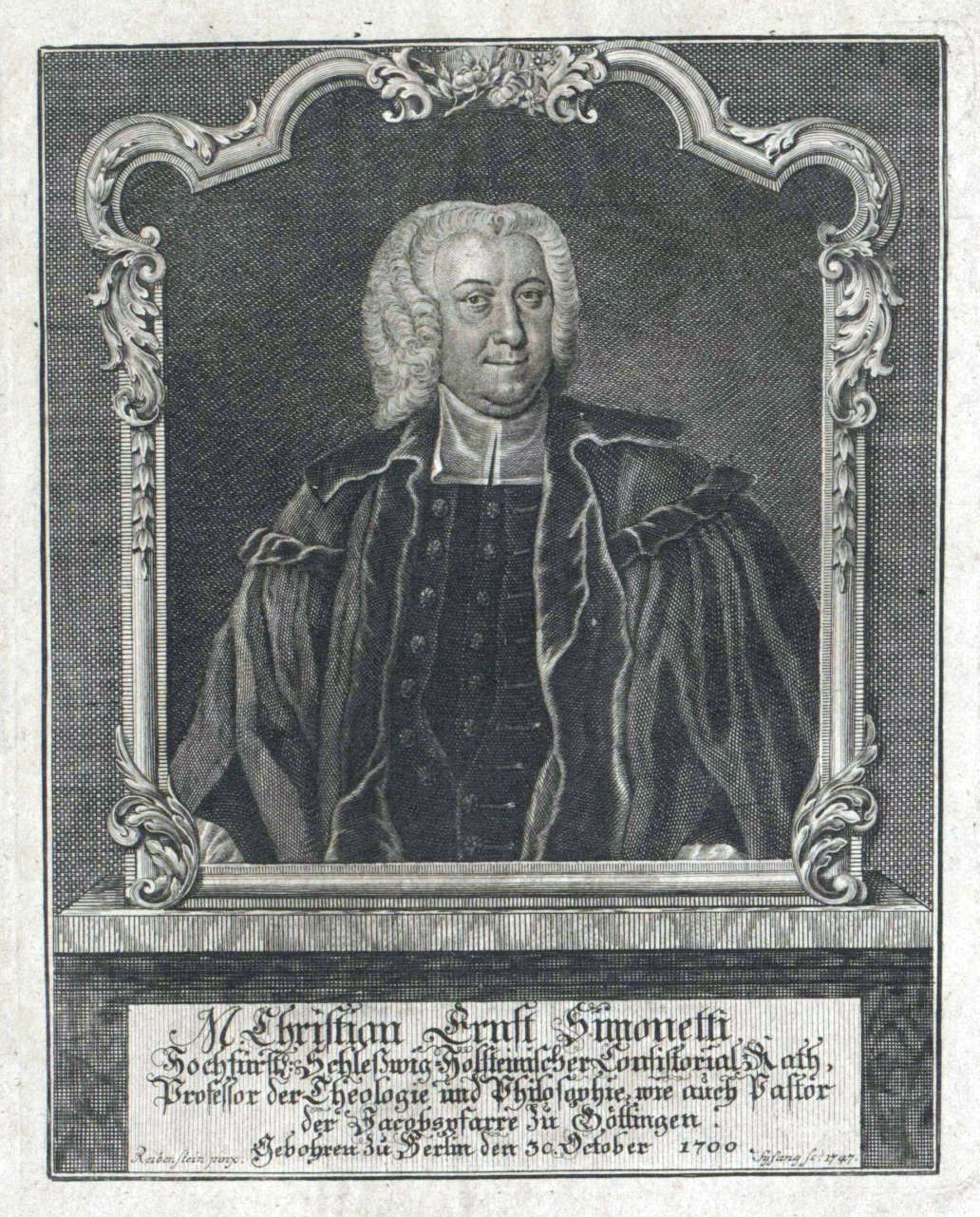
Christian Ernst Simonetti, Stich von Johann Christoph Sysang (1747) nach Friedrich Reibenstein

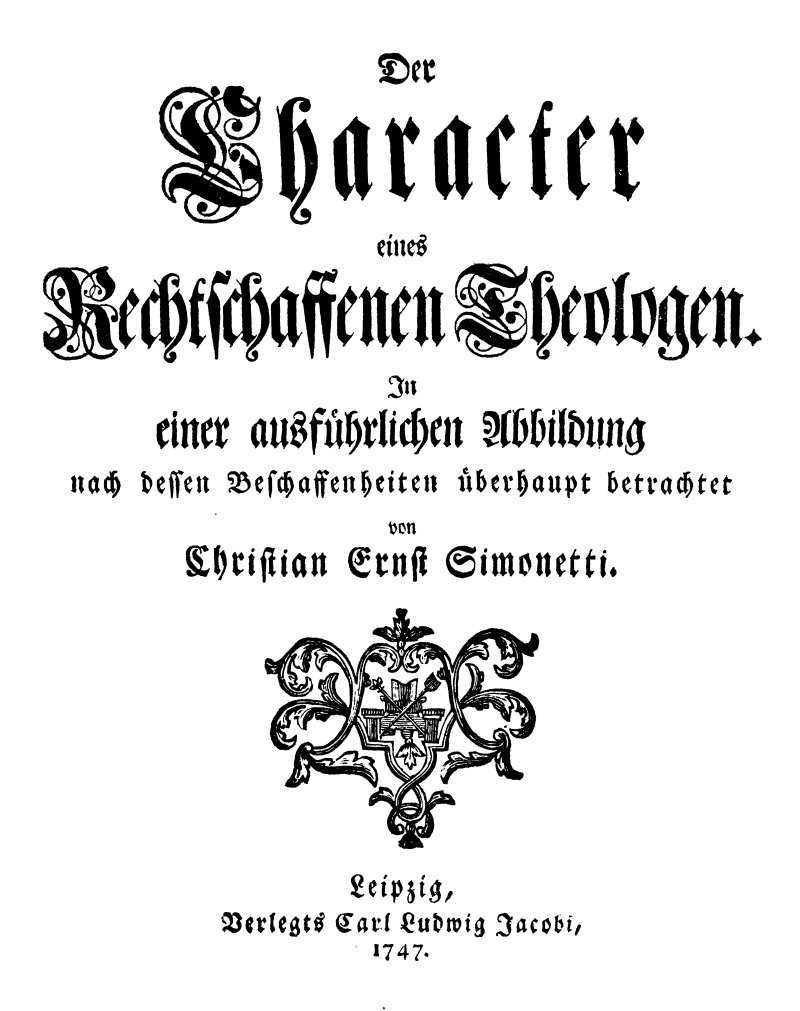
Titelblatt von Simonettis 1747 erschienener Schrift Character eines Rechtschaffenen Theologen.

Christian Ernst Simonetti (* 30. Oktober 1700 in Berlin; † 20. Januar 1782 in Frankfurt (Oder)) war ein lutherischer Theologe.

## Leben und Wirken
Simonettis Lebensumstände sind nur in groben Zügen bekannt. Er wurde im Jahr 1700 in Berlin als Sohn des aus Graubünden stammenden Baumeisters und Stuckateurs Giovanni Simonetti und dessen Frau Euphrosine Hoffkuntz geboren. Zunächst wirkte er als Diakon an St. Nikolai in Quedlinburg, wo er nach dem Weggang Georg Heinrich Ribows (1703–1774) nach Göttingen 1736 dessen Stelle als Oberhofprediger übernahm. Am 25. Januar 1735 heiratete er in Halberstadt die von dort gebürtige Ratskämmerertochter Johanna Sophia Catharina Rätzel.
Im Jahr 1738 ging er nach Göttingen und erhielt dort eine Professur im Fach Philosophie an der drei Jahre zuvor gegründeten Göttinger Universität. 1740 wurde er in das Amt eines Pastors der Göttinger St.-Jacobi-Kirche eingeführt und 1746 auch zum außerordentlicher Professor für Theologie berufen. Nach weiteren acht Jahren in Göttingen wurde er 1754 auf eigenen Wunsch hin entlassen, hielt sich dann zunächst ohne Amt in Berlin auf und erhielt schließlich einen Ruf als Pastor und außerordentlicher Professor nach Frankfurt (Oder), wo er bis zu seinem Lebensende wirkte. Sein Bruder war der Librettist und Kapellmeister Johann Wilhelm Simonetti.
In den sechzehn Jahren seiner Göttinger Tätigkeit verfasste Simonetti eine Reihe von Schriften zumeist theologischen Inhalts.

## Werke
- Vernünftige Anweisung zur Geistlichen Beredsamkeit: zum Gebrauch seiner Zuhörer und Nutzen derer die über die geoffenbahrten Wahrheiten gründlich und erwecklich reden wollen. Göttingen 1742.
- Christian Ernst Simonetti, Ordentlichen Lehrers der hohen Schule und Kirche zu Göttingen, Sendschreiben an die Ehrwürdige Loge der Freymäurer in Berlin. Berlin 1744.
- Der ehrliche Mann. Göttingen 1745.
- Der Character Eines Geschichtschreibers: Entworfen In dem Leben und aus den Schriften Des Herrn Abts Claudius Fleury. Göttingen, 1746, (Online)
- Gesammelte Gedanken des Glaubens und der Gottseligkeit über die lezten Reden der Mittlerliebe Jesu am Kreuz. Berlin 1749.
- Der Character eines Rechtschaffenen Theologen: in einer ausführlichen Abbildung nach dessen Beschaffenheiten überhaupt. Leipzig 1747. (Online und Download)
- Über die Lehren von der Unsterblichkeit u. dem Schlafe der Seele. 2 Teile. Berlin, Göttingen 1747. (1751 in einer zweiten, verbesserten Auflage in Frankfurt (Oder) erschienen)
- Gründliche Bemühungen des vernünftigen Menschen im Reiche der Wahrheit. Frankfurt 1752. (Schrift gegen die Freimaurerei)
- Der eheliche Mann.  Frankfurt (Oder), 1752, (Online)